# Granada de fusil Viven-Bessières
La Viven-Bessières fue una granada de fusil llamada así en honor a sus inventores, el magnate industrial Jean Viven y el ingeniero Calix-Gustave Bessières. Debe observarse que diversas fuentes la mencionan como "Vivien" en lugar de "Viven". Su designación oficial era Obús Viven-Bessières, como lo indica el manual de instrucciones del Ejército francés. También era conocida como "Granada VB" y entró en servicio en el Ejército francés en 1916.

## Descripción y características
Esta arma tenía dos componentes principales, la bocacha lanzagranadas y la granada.

### Bocacha lanzagranadas

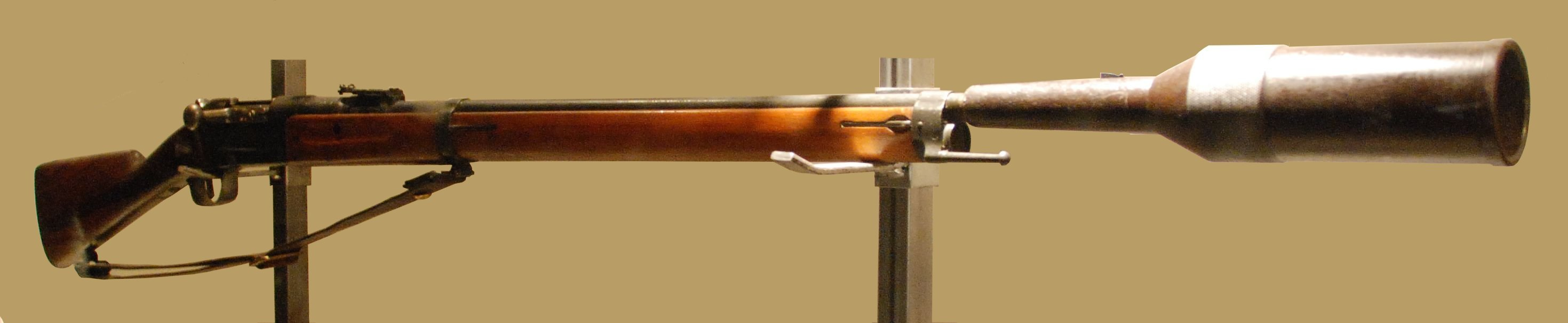
Fusil Lebel con bocacha lanzagranadas VB.

Tenía un calibre de 50 mm y pesaba 1,5 kg. Iba instalada en la boca del cañón del fusil.
Cuando no se empleaba, era transportada dentro de una funda de cuero o de lona. Estas fundas eran fabricadas por cada regimiento.

### Granada

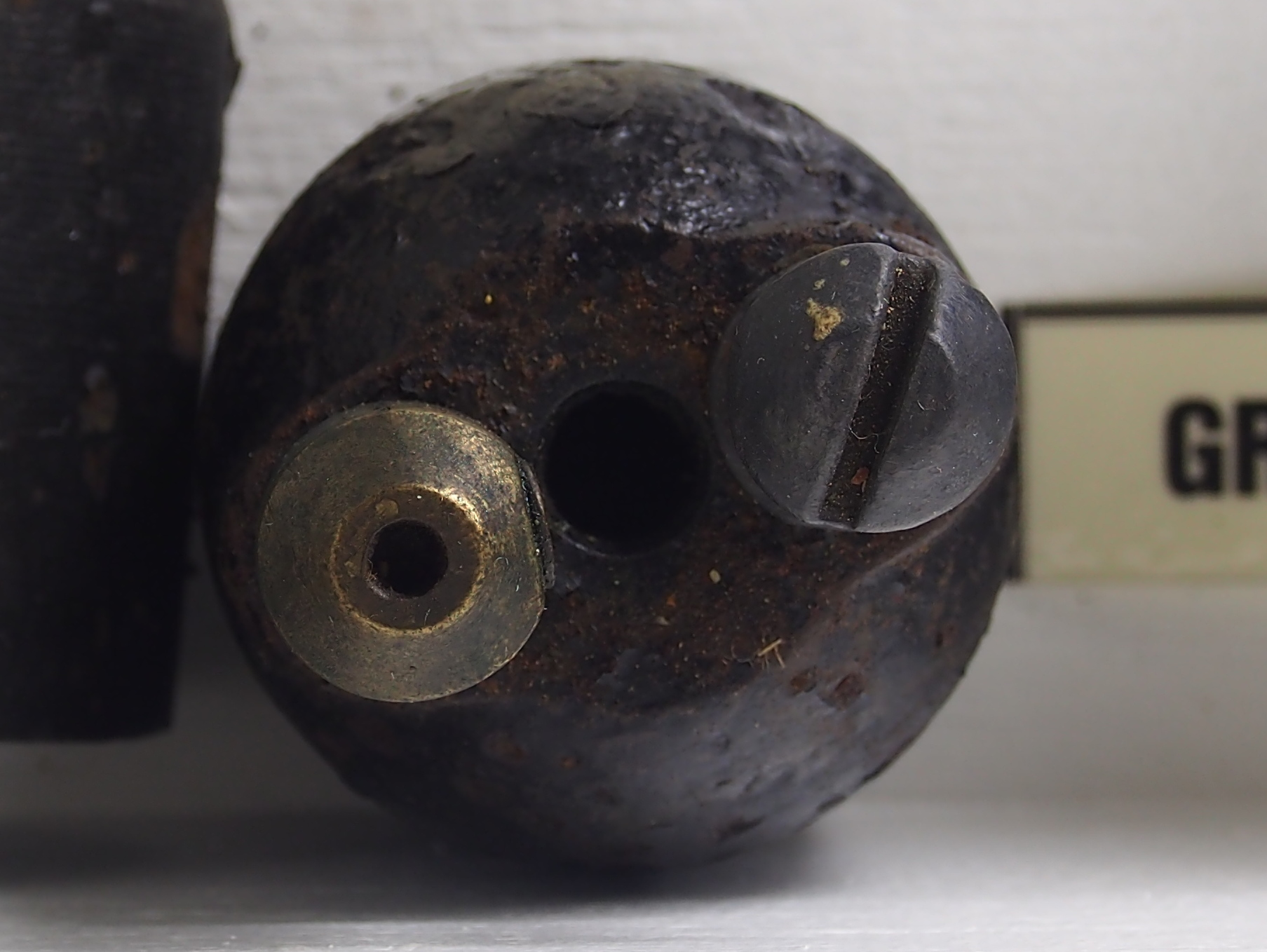
Una Viven-Bessières, vista desde arriba.

Era de forma cilíndrica y estaba hecha de hierro fundido, con estrias internas para facilitar la fragmentación al momento de su detonación. Pesaba 490 g (según la versión) y tenía una carga explosiva de 60 g de cheddita.
Tenía dos tubos internos. El primero, en el centro, permitía el paso de la bala que lanzaba la granada. El segundo contenía la espoleta cronométrica.
Era lanzada desde la bocacha al disparar un cartucho estándar, con la bala pasando a través del tubo en el centro de la granada. Al pasar, activaba la espoleta, que la detonaba 8 segundos después. Los gases del disparo del cartucho eran suficientes para lanzar la granada.
También estaban disponibles granadas tipo Brandt para enviar mensajes escritos. Esta granada emitía humo amarillo para facilitar su recuperación. Otras versiones eran fumígenas o bengalas. Estas granadas debían ser lanzadas con un cartucho de fogueo especial.

## Empleo
Las granadas VB eran lanzadas por soldados especialistas dentro de cada compañía. Inicialmente, ocho formaban parte de cada compañía. Su número se incrementó rápidamente durante el conflicto.
Aunque es posible lanzar la granada apoyando la culata del fusil en el hombro, la fuerza del retroceso hacía que fuese más adecuado apoyar la culata en el suelo. De esta forma también se incrementa su alcance. En un ángulo de 80°, caerá a 85 m; en un ángulo de 45° caerá a 190 m. Para simplificar los cálculos, también se suministraba un soporte especial. Los fusiles eran situados en este, simplficando los cálculos de alcance.

## Historial de combate

### Primera Guerra Mundial
Según el manual de instrucciones del Ejército francés de la época, había dos formas principales de emplear las granadas VB: "fuego de desgaste" y "fuego de saturación".
En el primer caso, se apuntaba tanto a las trincheras de enlace o empalmes de la red de trincheras del enemigo. Uno de los ejemplos propuestos en el citado documento es apuntar hacia las trincheras enemigas empleadas para el reabastecimiento, inclusive la ubicación de las letrinas, si es que podían ser ubicadas.
En el segundo caso, durante un asalto era necesario saturar un área, del mismo modo que lo habría hecho la artillería. Como por ejemplo, para neutralizar nidos de ametralladoras. O en la defensiva, para atacar las trincheras de enlace por las cuales podrían llegar los refuerzos enemigos.
El Ejército estadounidense también adoptó esta arma, que entró en servicio en julio de 1917. Inicialmente emplearon las bocachas lanzagranadas y las granadas suministradas por Francia; en una segunda etapa, produjeron sus propias bocachas lanzagranadas y granadas, que las adaptaron para sus fusiles M1917 Enfield y Springfield M1903. La granada mensajera no fue empleada por los estadounidenses.

### Después de la Primera Guerra Mundial
La granada VB continuó siendo parte del equipo del soldado francés al inicio de la Segunda Guerra Mundial.
Después de este conflicto, la idea de la bocacha lanzagranadas fue gradualmente abandonada por el Ejército. Pero continuó en servicio con la Gendarmería hasta la década de 1990 para lanzar granadas de gas lacrimógeno. 